# Kwangmyŏngsŏng-2
Kwangmyŏngsŏng-2 (Hangul: 광명성 2호, Hanja: 光明星 2號, cuyo significado es el de Estrella Brillante-2) es, conforme a su trayectoria estimada, un satélite norcoreano, aunque su verdadero propósito es puesto en duda por Estados Unidos y Corea del Sur, que consideran que en realidad se trata de una prueba de la tecnología que podría utilizarse en un futuro para lanzar misiles balísticos intercontinentales (Taepodong-2). Según la información facilitada por el gobierno surcoreano, Corea del Norte lanzó el supuesto satélite el domingo 5 de abril de 2009 sobre las 11:30 hora local (02:30 UTC) desde Musudan-ri, al noreste del país norcoreano. Si alcanzara órbita, Corea del Norte se convertiría en el décimo país que consigue lanzar con éxito un satélite. Sin embargo, Corea del Norte ya aseguró en 1998 que el Kwangmyŏngsŏng, su primer lanzamiento espacial, fue exitoso. Aparentemente, el Kwangmyŏngsŏng-2 cayó al océano Pacífico.

## Reacciones

### Miembros de las Negociaciones a seis
Estados Unidos: El presidente Barack Obama afirmó: "El desarrollo y proliferación de la tecnología de los misiles balísticos por parte de Corea del Norte son una amenaza para el noreste asiático y para la paz y seguridad internacional. Con este acto provocativo, Corea del Norte ha ignorado sus obligaciones internacionales, ha rechazado llamadas inequívocas a la calma y se ha alejado aún más de la comunidad internacional."
 China: La portavoz del ministerio de Asuntos Exteriores, Jiang Yu, declaró: "Esperamos que las partes implicadas mantengan la calma, traten apropiadamente el asunto y juntos mantengan la paz y estabilidad en la zona. China está dispuesta a continuar desempeñando un papel constructivo."
 Corea del Sur: El Ministro de Asuntos Exteriores, Yoo Myung-hwan, aseguró: "El lanzamiento norcoreano es una acción provocativa que viola claramente la Resolución 1718 del Consejo de Seguridad de las Naciones Unidas, que independientemente de las reclamaciones del Norte amenaza la paz y la estabilidad de la península de Corea y el Noreste asiático."
 Japón: El Primer Ministro Taro Aso manifestó: "El hecho de que Corea del Norte siguiera adelante con el lanzamiento a pesar de las repetidas advertencias desde todo el mundo, especialmente de los Estados Unidos, Corea del Sur y Japón, fue un acto extremadamente provocativo al que Japón no puede dejar sin respuesta. Así que, cooperando con la comunidad internacional, queremos responder (considerando que) ha sido una violación clara de las resoluciones de la ONU."
 Rusia: El portavoz del Ministro de Asuntos Exteriores declaró: "Estamos comprobando si este lanzamiento no es una violación de ciertas resoluciones del Consejo de Seguridad de la ONU y hacemos un llamamiento a ambas partes para abstenerse de acciones que podrían conducir a una escalada de la tensión en la península coreana."

### Organizaciones internacionales
Unión Europea: La Unión Europea demandó a Corea del Norte que suspendiera sus actividades nucleares relacionadas con el programa de misiles balísticos y cualquier otra arma nuclear "de manera completa, verificable e irreversible".
OTAN: El Secretario General de la OTAN, Jaap de Hoop Scheffer, condenó el lanzamiento, calificándolo como "altamente provocativo, y en violación de la Resolución 1718 del Consejo de Seguridad de las Naciones Unidas, que restringe la capacidad de desarrollo de misiles balísticos y su lanzamiento por parte de Corea del Norte". Comentó que el lanzamiento profundiza la preocupación por Corea del Norte en la región y más allá, complicando las negociaciones a seis y pidió a Corea del Norte a pusiera fin a tales actos de provocación.
 Organización de las Naciones Unidas: Ban Ki-moon, Secretario General de Naciones Unidas afirmó: "Dada la volatilidad en la región... tal lanzamiento no favorece los esfuerzos para promover el diálogo, la paz y la estabilidad en la zona. El Secretario General insta a Corea del Norte a cumplir las resoluciones pertinentes del Consejo de Seguridad."